# بيجغرد
بيجغرد (بالفارسية: بیج گرد) هي قرية تقع في قسم برف انبار الريفي في إيران. يقدر عدد سكانها بـ 422 نسمة بحسب إحصاء 2016.